# Tremolha
Tremolha (en francès i oficialment Trémouille) és un municipi francès del departament de Cantal, a la regió d'Alvèrnia-Roine-Alps. L'1 de gener del 2021 tenia 170 habitants.